# Communauté de communes Jabron Lure Vançon Durance
La communauté de communes Jabron Lure Vançon Durance est une communauté de communes française créée le 13 décembre 2016 et qui a pris effet le 1er janvier 2017. Elle est située dans les départements des Alpes-de-Haute-Provence et de la Drôme, en régions Provence-Alpes-Côte d'Azur et Auvergne-Rhône-Alpes.

## Historique
La loi no 2015-991 du 7 août 2015 portant nouvelle organisation territoriale de la République, dite « loi NOTRe », impose aux établissements publics de coopération intercommunale à fiscalité propre une population supérieure à 15 000 habitants, avec des dérogations, sans pour autant descendre en dessous de 5 000 habitants. Avec une population municipale de 3 677 habitants en 2012, la communauté de communes Lure-Vançon-Durance ne pouvait pas se maintenir. Le schéma départemental de coopération intercommunale (SDCI) des Alpes-de-Haute-Provence, dévoilé en octobre 2015, proposait la fusion avec la communauté de communes de la Vallée du Jabron. Cet ensemble, formé par le pôle Jabron-Lure, est acté sans vote lors de la commission départementale de coopération intercommunale du 21 mars 2016, préfigurant l'adoption du SDCI le 25 mars.
Par arrêté préfectoral du 13 décembre 2016, la communauté de communes fusionnée prend le nom de « Jabron Lure Vançon Durance ».

## Territoire communautaire

### Composition
La communauté de communes est composée des 14 communes suivantes :

| Nom                         | Code Insee | Gentilé          | Superficie (km2) | Population (dernière pop. légale) | Densité (hab./km2) |
| --------------------------- | ---------- | ---------------- | ---------------- | --------------------------------- | ------------------ |
| Salignac (siège)            | 04200      | Salignacais      | 14,42            | 679 (2022)                        | 47                 |
| Aubignosc                   | 04013      | Aubignoscais     | 14,74            | 624 (2022)                        | 42                 |
| Bevons                      | 04027      | Bevonnais        | 11,26            | 256 (2022)                        | 23                 |
| Châteauneuf-Miravail        | 04051      | Castelnovins     | 19,7             | 75 (2022)                         | 3,8                |
| Châteauneuf-Val-Saint-Donat | 04053      | Chabannais       | 21,1             | 529 (2022)                        | 25                 |
| Curel                       | 04067      | Curellois        | 10,45            | 59 (2022)                         | 5,6                |
| Montfort                    | 04127      | Montfortais      | 12,08            | 333 (2022)                        | 28                 |
| Montfroc                    | 26200      | Montfrocois      | 14,76            | 101 (2022)                        | 6,8                |
| Noyers-sur-Jabron           | 04139      | Nucetois         | 56,58            | 527 (2022)                        | 9,3                |
| Les Omergues                | 04140      | Omergois         | 34,22            | 128 (2022)                        | 3,7                |
| Peipin                      | 04145      | Peipinois        | 13,15            | 1 496 (2022)                      | 114                |
| Saint-Vincent-sur-Jabron    | 04199      | Saint-Vincentais | 30,2             | 168 (2022)                        | 5,6                |
| Sourribes                   | 04211      | Sourribois       | 19,75            | 179 (2022)                        | 9,1                |
| Valbelle                    | 04229      | Valbellois       | 32,99            | 239 (2022)                        | 7,2                |

### Démographie
| 1968  | 1975  | 1982  | 1990  | 1999  | 2006  | 2011  | 2016  |
| ----- | ----- | ----- | ----- | ----- | ----- | ----- | ----- |
| 1 929 | 2 187 | 2 616 | 3 458 | 3 903 | 4 570 | 5 067 | 5 266 |

## Administration

### Siège
Le siège de la communauté de communes est situé à Salignac.

### Les élus
| Nombre de délégués | Communes                                       |
| ------------------ | ---------------------------------------------- |
| 8                  | Peipin                                         |
| 3                  | Aubignosc, Salignac                            |
| 2                  | Châteauneuf-Val-Saint-Donat, Noyers-sur-Jabron |
| 1                  | Les autres communes                            |

### Présidence
| Nom | Nom          | Parti | Début | Fin         | Fonctions                  |
| --- | ------------ | ----- | ----- | ----------- | -------------------------- |
|     | René Avinens | DVD   | 2017  | En fonction | Maire de Aubignosc (2008-) |

### Vice-présidents
|    | Nom | Nom               | Parti | Mandats                    | Qualité |
| -- | --- | ----------------- | ----- | -------------------------- | ------- |
| 01 |     | Chantal Chaix     | DVG   | Maire de Salignac (2009-)  |         |
| 02 |     | Alain Coste       | DVG   | Maire des Omergues (2008-) |         |
| 03 |     | Frédéric Dauphin  | DVD   | Maire de Peipin (2014-)    |         |
| 04 |     | Pierre-Yves Vadot | PS    | Maire de Valbelle (2005-)  |         |

### Compétences
L'arrêté préfectoral du 13 décembre 2016 définissait les compétences suivantes :
- compétences obligatoires :
  - aménagement de l’espace communautaire :
    - constitution de réserves foncières dans le cadre de sa politique du logement et du développement économique,
    - création, aménagement et entretien des sentiers de randonnées,
    - actions en faveur du maintien et de l’amélioration des services publics,
    - participation de la communauté de communes à la mise en œuvre de la politique du Pays Durance Provence,
    - élaboration d’un schéma d’aménagement de l’espace communautaire, notamment touristique et agricole, protection de l’espace,
    - création, aménagement et entretien de sentiers touristiques de randonnée,
    - transports collectifs, transports scolaires ;

  - développement économique :
    - zones d’activité industrielle, commerciale, tertiaire, artisanale, touristique d’intérêt communautaire :
      - aménagement, entretien et gestion de la zone d’activité dite des Paulons sur la commune de Châteauneuf-Val-Saint-Donat,
      - création, aménagement, gestion et entretien des futures zones d’activité économique communautaire ;

    - actions de développement économique d’intérêt communautaire,
    - actions favorisant le maintien, l’extension ou l’accueil d’entreprises, et d’une manière générale, la promotion des activités économiques et des produits locaux,
    - développement agricole : actions de soutien à l’activité agricole, en liaison avec les organismes représentatifs et professionnels agissant sur le territoire de la communauté de communes,
    - mise en œuvre d’un programme de développement touristique,
    - création et présentation d’un stand sur la vallée du Jabron avec ses produits agricoles et artisanaux dans les foires et animations,
    - élaboration d’un programme destiné à promouvoir des activités d’intérêt intercommunal créatrices d’emplois ;

  - aménagement, entretien et gestion des aires d'accueil des gens du voyage ;
  - collecte et traitement des déchets des ménages et des déchets assimilés ;
- compétences optionnelles :
  - protection et mise en valeur de l'environnement (sur le territoire de l'ancienne communauté de communes de la Vallée du Jabron),
  - mise en œuvre de programmes communautaires en faveur du logement (sur le territoire de l'ancienne communauté de communes Lure-Vançon-Durance),
  - création, aménagement et entretien de la voirie (sur le territoire de l'ancienne communauté de communes Lure-Vançon-Durance),
  - création, aménagement, entretien et gestion d'équipements scolaires et périscolaires (sur le territoire de l'ancienne communauté de communes Lure-Vançon-Durance) ;
- ainsi que quelques compétences facultatives telles que l'action sociale, la mise en œuvre de la politique de Pays ou l'assainissement (cette dernière étant devenue une compétence obligatoire).